# Villa nivea
Villa nivea är en tvåvingeart som beskrevs av Cole 1923. Villa nivea ingår i släktet Villa och familjen svävflugor. Inga underarter finns listade i Catalogue of Life.